# 떡볶이&쌀면 페스티벌
떡볶이&쌀면 페스티벌은 대한민국 농림수산식품부와 한국쌀가공식품협회가 주최 및 주관하는 떡볶이 전문행사이다. 2009년에 첫 개최를 한 후 2012년까지 4회 행사를 개최하였다.

## 개요
대표적인 분식 중 하나로 불리는 떡볶이에 대한 대중화와 쌀소비 촉진 등의 목적으로 개최되었으며 동시에 떡볶이에 대한 다양한 체험과 여러 가지 떡볶이 요리들을 전시하며 동시에 떡볶이 시식행사도 갖고있다. 2009년 3월 서울 양재동 aT센터에서 제1회 서울떡볶이페스티벌을 개최하여 성공적인 행사를 치렀으며 2010년 5월 제2회 서울떡볶이페스티벌이 같은 장소에서 열렸었다. 2011년에는 서울 떡볶이&쌀면 페스티벌로 불렸으며, 4회인 2012년에는 지금의 명칭으로 변경되었다.
떡볶이 전문행사이기 때문에 떡볶이에 관련된 기업 및 사업체가 참가하며 동시에 해당부스별로 떡볶이 시식행사가 열리기도 한다.

## 입장
1회 당시에는 무료개방 행사로 진행되었으나 2회부터는 유료화되어 입장료를 받고 있다.

## 상징물
로고는 영어로 'Topokki(토포키)'로 표기를 하고 있으며 Topokki라는 글씨 밑에 포크 그림이 그려져 있다. 캐릭터는 떡볶이 주재료인 가래떡, 치즈, 어묵, 대파, 조랭이떡을 본따서 만들었다.
- 토키(Tokki)(가래떡)
- 포키(Pokki)(치즈)
- 토코(Tokko)(어묵)
- 포코(Pokko)(대파)
- 오키(Okki)(조랭이떡)